# Bellanca CH-300 Pacemaker
Die Bellanca CH-300 Pacemaker ist ein sechssitziges Kleinflugzeug, das hauptsächlich in den Vereinigten Staaten in den 1920er und 1930er Jahren gebaut wurde. Sie ist das Nachfolgemodell der CH-200 mit einem leistungsfähigeren Triebwerk. Wie die CH-200 wurde auch die CH-300 schnell für ihre Zuverlässigkeit auf langen Strecken bekannt.

## Konstruktion und Entwicklung
Bellanca entwickelte die CH-300 Pacemaker aus der CH-200. Sie ist ein abgestrebter Hochdecker mit starrem Spornradfahrwerk. Wie andere Flugzeuge von Bellanca aus dieser Zeit besitzt auch die CH-300 sogenannte „flying struts“ (dt.: Flugstreben), die nicht nur die Tragflächen stützen, sondern über ein Profil verfügen und damit zum Auftrieb des Flugzeugs beitragen. Während die CH-200 mit einem Wright-J-5-Triebwerk mit 220 PS (162 kW) ausgerüstet ist, wird die CH-300 von einem Wright J-6 mit 300 PS (221 kW) angetrieben. Gegen Ende ihrer Produktionszeit wurden einige Exemplare mit einem Pratt & Whitney Wasp mit 420 PS (309 kW) bestückt, was schließlich zur Entwicklung der CH-400 Skyrocket führte.

## Einsatzhistorie

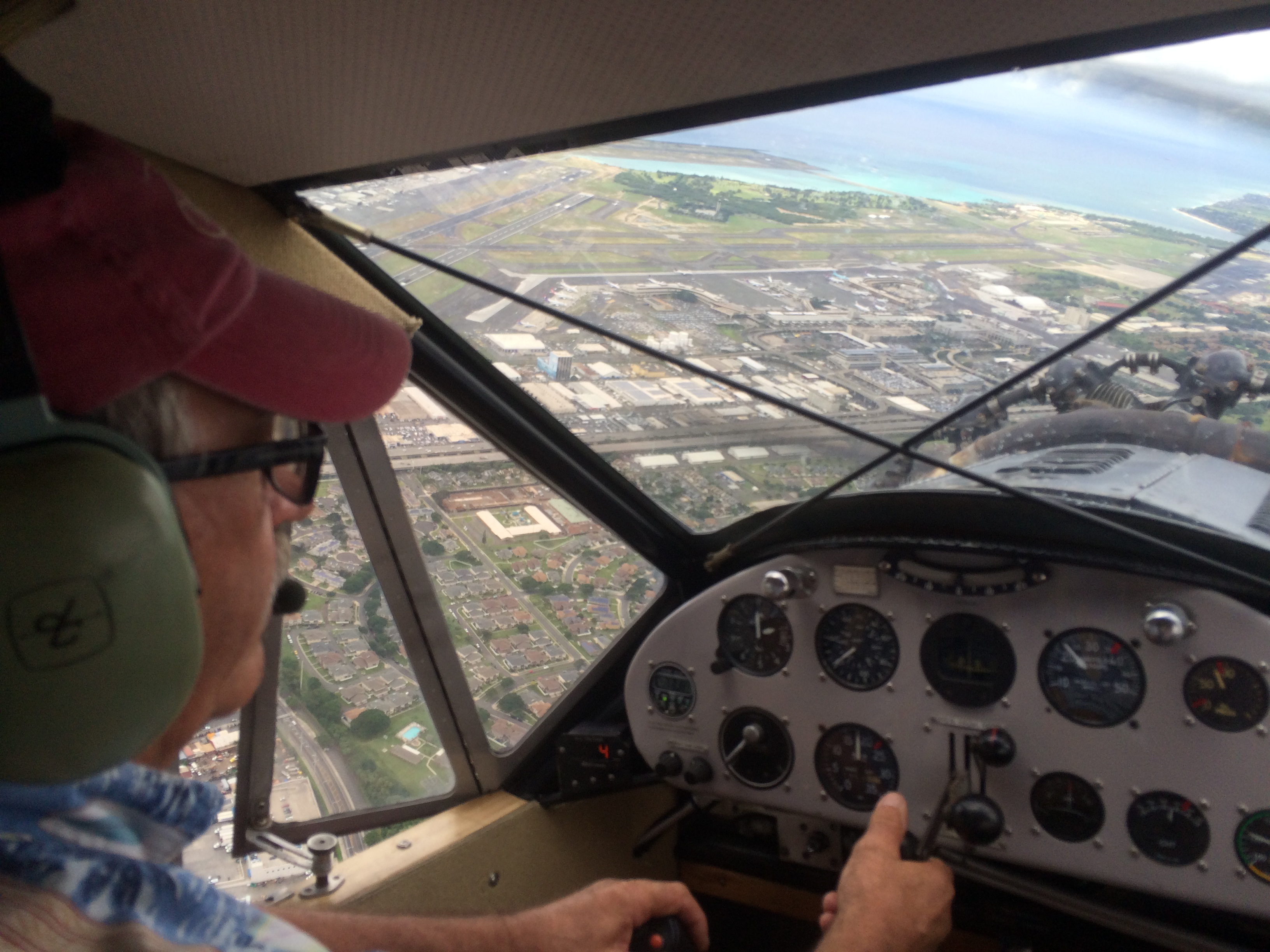
Restaurierte Bellanca CH-300 der Hawaiian Airlines über dem Honolulu International Airport

Pacemakers waren sowohl bekannt für ihre Zuverlässigkeit auf langen Strecken als auch für eine hohe Zuladungskapazität, was zu ihrer weltweiten Verbreitung beitrug. Im Jahr 1929 absolvierte George Haldeman den ersten Nonstopflug über 1.310 mi (2.108,2 km) von New York nach Kuba in 12 Stunden und 56 Minuten mit einer Durchschnittsgeschwindigkeit von 101,3 mph (163 km/h). 1931 stellten Walter Lees und Frederick Brossy mit einer CH-300, angetrieben von einem Packard DR-980 Dieselmotor, einen Ausdauerrekord auf. Sie blieben mit ihrem Flugzeug 84 Stunden und 33 Minuten ohne aufzutanken in der Luft. Dieser Rekord wurde erst 55 Jahre später gebrochen.
Die CH-300 war auch in Alaska und in Kanada sehr populär. Nach Kanada wurde sie zunächst aus den USA importiert. Später wurden sechs Exemplare von Canadian Vickers gebaut und an die Royal Canadian Air Force ausgeliefert, die bereits 1929 29 Exemplare angeschafft hatte. Diese Maschinen wurden hauptsächlich für die Luftbildfotografie eingesetzt.
Im Mai 1964 flogen Cpt. A.G.K.(Gath) Edward, ein erfahrener Pilot der Air Canada und Ken Molson, der damalige Kurator des Canada Aviation and Space Museum in Ottawa die Bellanca Pacemaker mit dem Kennzeichen NC3005 von Juneau in Alaska zum Museum, das die Maschine gekauft hatte. Edward hatte seit Juni 1935 schon ein ähnliches Pacemaker-Wasserflugzeug für General Airways geflogen. Er und Molson lieferten das Flugzeug nach einer fünftägigen Reise mit dreißig Flugstunden am 30. Mai 1964 an seinem letzten Standort im Museum ab. Die Maschine erhielt daraufhin die Registrierung CF-ATN, die ursprünglich einer anderen Maschine des Museums zugeordnet war, die im Juni 1938 bei einem Unfall zerstört worden war.

## Betreiber
Kanada
Austin Airways
Canadian Airways
Royal Canadian Air Force (13)
Starratt Airways
 El Salvador
TACA Airlines
 Mexiko
Aeronaves de Mexico
 Norwegen
Widerøe’s Flyveselskap
 Vereinigte Staaten
Civil Aeronautics Authority (5+)
Handelsministerium der Vereinigten Staaten
Inter-Island Airways (Hawaiian Airlines)
Star Air Service
Wien Air Alaska

## Rekordversuche
Einer der ersten Rekordflüge einer CH-300 fand zwischen dem 28. und dem 30. Juli 1931 statt. Russel Norton Boardman – damals 33 – und John Louis Polando – damals 29 – flogen mit einer frühen Version einer CH-300, angetrieben von einem Wright R-975 Whirlwind, von Floyd Bennett Field – einem damals beliebten Flugplatz auf dem westlichen Long Island, an dem viele Rekordflüge begannen – nach Istanbul in der Türkei. Mit ihrer Bellanca Special J-300 mit dem Namen „Cape Cod“ und dem Kennzeichen NR761W bewältigten sie den Nonstopflug sicher in 49 Stunden und 20 Minuten. Sie stellten damit einen Streckenrekord über 5.011,8 mi (8.065,7 km) auf.
Am 3. Juni 1932 versuchte Stanislaus F. Hausner mit seiner Pacemaker mit dem Namen „Rose Marie“, die von einem Wright J-6 mit 300 PS (221 kW) angetrieben wurde, von Floyd Bennett Field nach Warschau in Polen zu fliegen. Hausner musste auf dem Meer notwassern und wurde acht Tage später von einem britischen Tanker gerettet.

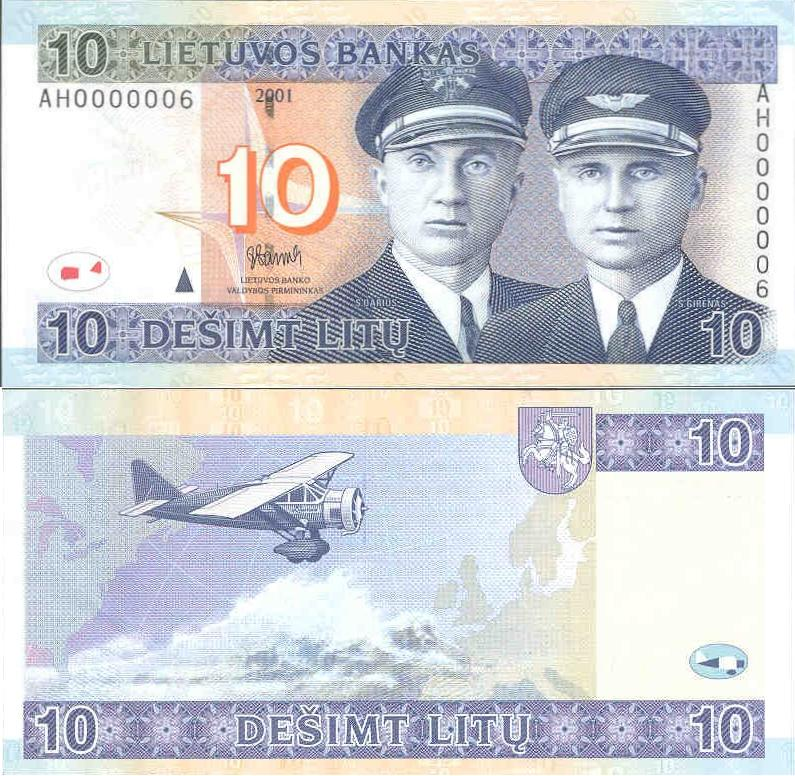
Bellanca CH-300 Lituanica auf der Rückseite eines Zehn-Litas-Scheins

Am 15. Juli 1933 um 6:24 Uhr hoben die beiden Litauer Steponas Darius und Stasys Girėnas mit einer stark modifizierten CH-300 mit dem Namen Lituanica von Floyd Bennet Field ab, um nonstop über den Atlantik zu fliegen. Sie überquerten den Atlantik erfolgreich, stürzten aber in einem Wald in der Nähe von Pszczelnik in Polen ab. Ein flugfähiger Nachbau ihrer Maschine ist im Litauischen Luftfahrtmuseum ausgestellt. Das Wrack der Lituanica befindet sich im Vytautas-Magnus-Militärmuseum in Kaunas, Litauen.

## Erhaltene Exemplare
Hawaiian Airlines besitzt eine CH-300 in flugfähigem Zustand. Das Flugzeug wurde 1929 von Inter-Island Airways (1941 umbenannt in Hawaiian Airlines) angeschafft und zwei Jahre lang für Rundflüge über Oahu eingesetzt, bevor es 1933 verkauft wurde. 2009 erwarb ein Luftfahrtenthusiast aus Oregon das Flugzeug und die Maschine wurde im Port Townsend Aero Museum restauriert. Noch im gleichen Jahr wurde sie auf dem Honolulu International Airport enthüllt.

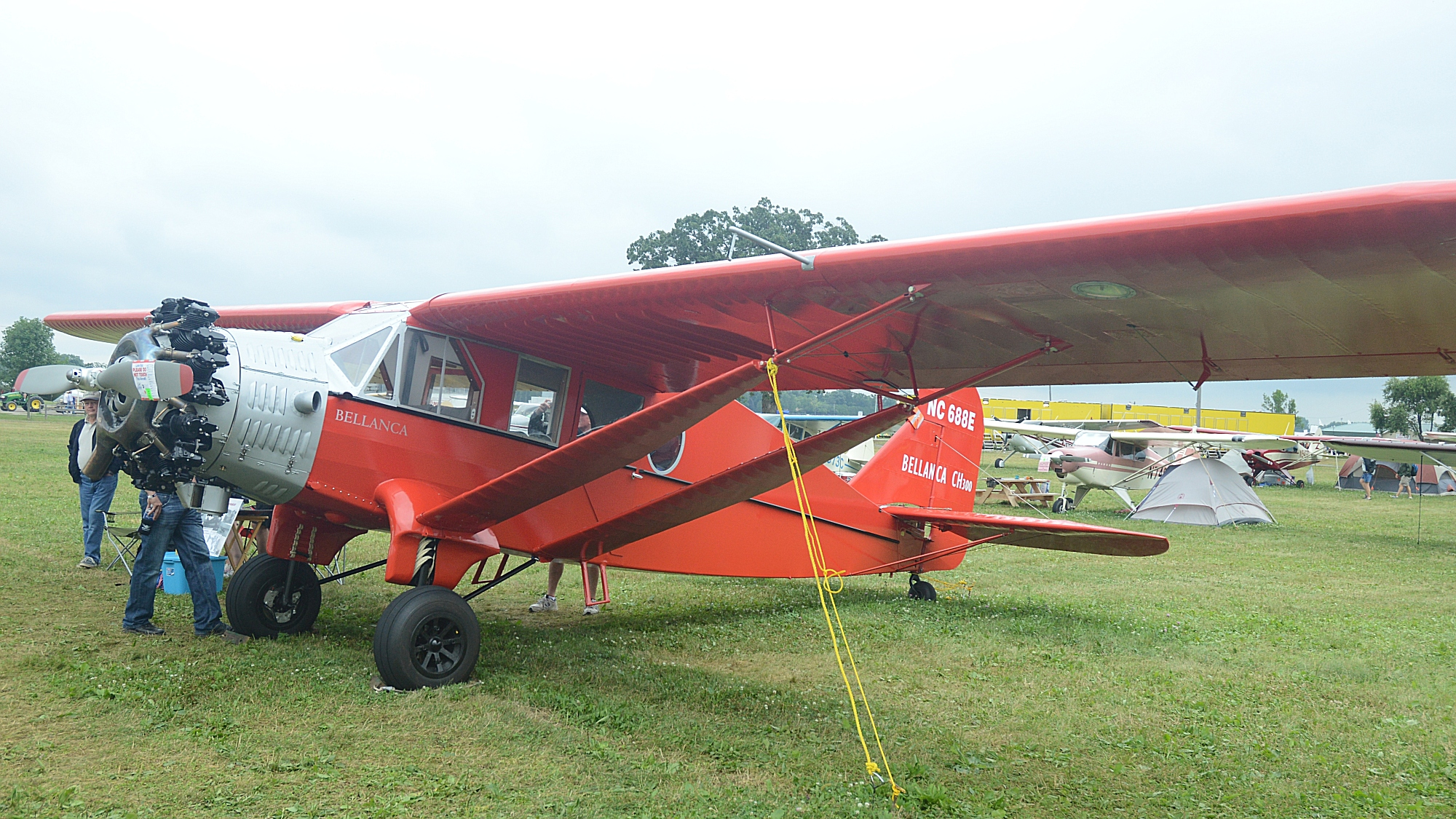
Bellanca CH-300 Pacemaker NC688E auf dem EAA AirVenture in Oshkosh im Juli 2016

Im Juli 2016 präsentierte John Pike seine restaurierte CH-300 beim EAA AirVenture Oshkosh. Die Maschine ist das zweite flugfähige Exemplar.
Eine weitere CH-300 Pacemaker ist im Canada Aviation and Space Museum ausgestellt. Diese Maschine flog ursprünglich für die Alaska Coastal Airlines.
Im Virginia Aviation Museum steht ebenfalls eine CH-300, die allerdings zu einer CH-400 Skyrocket umgebaut und als WB-2 lackiert wurde, die zwei bahnbrechende Flüge über den Atlantik absolvierte.

## Varianten
- CH-300W – Für einen Pratt & Whitney R-985 umgebaute CH-300 (Einzelexemplar)[5]
- CH-300-W – Serienmodell mit einem Pratt & Whitney R-985 (sieben Exemplare)[5]
- PM-300 Pacemaker Freighter – Frachtversion (zwei Exemplare)

## Technische Daten

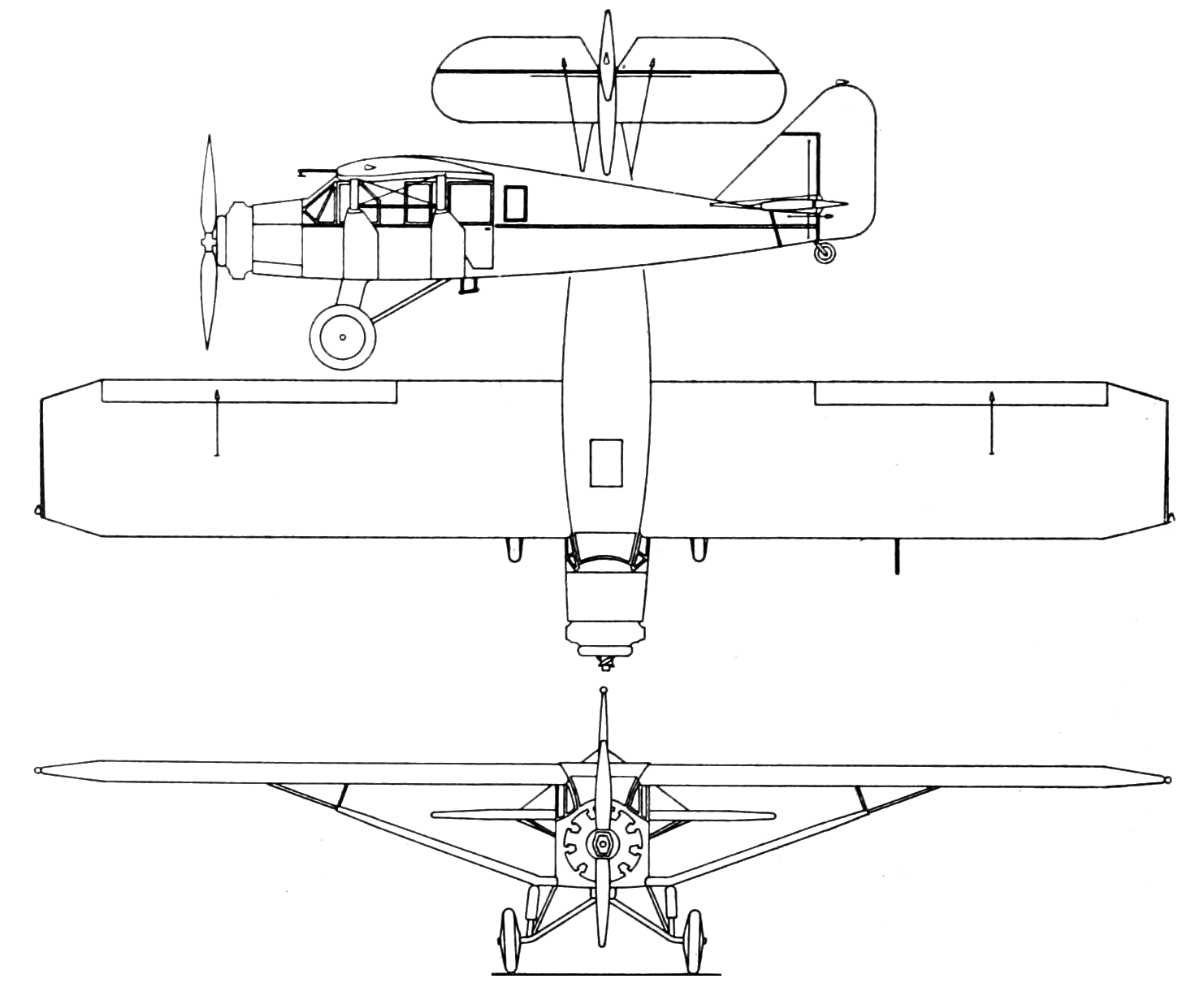
Dreiseitenansicht

| Besatzung             | 1                   |
| Passagiere            | 5                   |
| Länge                 | 27,7 ft (8,4 m)     |
| Spannweite            | 46,3 ft (14,1 m)    |
| Höhe                  | 8,3 ft (2,5 m)      |
| Leermasse             | 2.275 lb (1.032 kg) |
| max. Startmasse       | 4.072 lb (1.847 kg) |
| Höchstgeschwindigkeit | 165 mph (266 km/h)  |
| Reichweite            | 675 mi (1.086 km)   |